# Natalie Lobela
Natalie Nana Daunau Lobela (ur. 2 sierpnia 1973 w Kinszasie) – koszykarka z Demokratycznej Republiki Konga, olimpijka.
Wraz z reprezentacją narodową wystąpiła na Letnich Igrzyskach Olimpijskich 1996 w Atlancie. Wzięła udział we wszystkich siedmiu spotkaniach, które rozegrała jej drużyna na tych igrzyskach. Lobela zdobyła w nich 48 punktów (najwięcej punktów rzuciła w spotkaniu przeciwko Chinom – 13). Miała też 40 zbiórek, 5 asyst, 22 fauli, 13 strat i 9 przechwytów. Jej drużyna uplasowała się na ostatnim 12. miejscu.